# Ulica Długa w Lublinie
Ulica Długa – ulica w  Lublinie, o długości 1,55 km. W całości przebiega przez Kośminek i jest jedną z głównych ulic tej dzielnicy. 

## Przebieg
Początek ulicy stanowi chodnik rozpoczynający się od schodów na ul. Męczenników Majdanka. Ulica dawniej była połączona z Drogą Męczenników Majdanka, ale od budowy wiaduktu na ul. Męczenników Majdanka w 1964 r. ma ślepy początek. Przez 120 m stanowi chodnik. Jezdnia rozpoczyna się od zakładów MTL. 260m później krzyżuje się z ulicą Garbarską. 360 m dalej odchodzi od jej lewej strony pod kątem ostrym ulica Elektryczna a za 100 m odchodzi od niej pod kątem prostym ulica Czereśniowa. Potem odchodzi od  niej z lewej strony ulica Równa, a następnie krzyżuje się ulicami Kamienną i Dobrą. Za 70 m odchodzi od niej z lewej strony ulica Akacjowa, a za kolejne 80 m krzyżuje się z ulicą Pawią. Od tego momentu ulica staje się szersza i ma wydzielone pasy ruchu. 230 m od skrzyżowania z ul. Pawią znajduje się duże skrzyżowanie, z sygnalizacją świetlną, z ul. Krańcową i ul. Dywizjonu 303 (obwodnica miejska). Następnie z lewej strony odchodzi od niej ul. Kosmonautów, a za 75 m z prawej strony ulica Żurawia a niedługo potem z lewej nienazwana droga. Następnie ulica krzyżuje się z ul. Wilczą i tam kończy swój bieg, będąc kontynuowana przez ul. Wyzwolenia.

## Zabudowa
W starszej (początkowej) części ulica jest zwarcie zabudowana głównie przez budownictwo mieszkalne i usługowe. Wzdłuż ulicy rośnie wiele drzew. W swojej szerszej części ulicę otaczają głównie domy jednorodzinne, choć po lewej stronie na odcinku między ul. Pawią, a ul. Krańcową znajdują się 4 piętrowe bloki i zespół pawilonów handlowo-usługowych.

## Obiekty
Pod nr 6 znajduje się Zespół Szkół Energetycznych im. prof. Kazimierza Drewnowskiego. W dalszej części ulicy, pod nr 25, znajduje się Sala Królestwa Świadków Jehowy. Przy ulicy mieści się wiele mniejszych zakładów usługowych. Za skrzyżowaniem z ul. Pawią po lewej stronie znajduje się Urząd Pocztowy nr 55.

## Historia
W 1861 r. Michał Kośmiński zbudował między ul. Długą i ul. Garbarską młyn parowy, pierwszy taki w Lublinie. Obok młyna znajdowała się także piekarnia mechaniczna. Kośmiński chciał zbudować tam osadę robotniczą jednak nie zrealizował tego zamiaru. W latach 1901–1914 młyn zlikwidowano, a ówcześni i właściciele Zylberowie przerobili go na gorzelnię. W 1923 budynki zostały przejęte przez Bank Handlowy w Łodzi, który upadł w 1933 roku, następnie budynki trafiły w posiadanie Monopolu Tytoniowego. Obecnie młyn jest ruiną. 
Ulicę włączono w granice miasta dnia 15 października 1916 r. na polecenie austro-węgierskiego generała-gubernatora wraz z dzielnicą Kośminek.
Przy ulicy Długiej znajdowała się elektrownia nr 6 zbudowana z oszczędności kredytów amerykańskich. Budowę zakończono w 1928 r. Obecnie przebudowana na elektrociepłownie. 
Przy ulicy znajdowały się także koszary piechoty carskiej. 

## Zabytki
- Dom pod nr 26 murowany, budowa ok. 1910.
- Dom pod nr 79  murowany  XX.
- Młyn parowy Kośmińskiego murowany, ruina 1861 r

Jesienią 2019 r. na odcinku od ul. Garbarskiej do ul. Pawiej została położona nowa nawierzchnia bitumiczna.

## Komunikacja miejska
W odcinku pomiędzy ul. Wyzwolenia, a ul. Pawiej, kursują autobusy miejskie. i znajdują się 3 przystanki autobusowe..
Ulicą kursują linie:
od ul. Wyzwolenia do ul. Krańcowej
- nr 16 i 50

od ul. Wyzwolenia do ul. Pawiej
- nr 3

W latach 2013-2019 ulicą na odcinku od ul. Krańcowej do ul. Pawiej nie kursował żaden autobus miejski, ze względu na słaby stan mostu na Czerniejówce w ciągu ul. Pawiej. 
Jednak 23 grudnia 2019r. po budowie nowego mostu w ciągu ul. Pawiej Zarząd Transportu Miejskiego przywrócił kursowanie tam linii 3 w kierunku Głuska, a docelowo planowane jest także przywrócenie kursowania w kierunku Śródmieścia (kierunek Dąbrowica)